# 特优扇贝
，是莺蛤目海扇蛤科Excellichlamys属的一种。主要分布于印度尼西亚、中国大陆、台湾，常在潮下带水深10－50米、细沙、泥砂、与海草、死珊瑚、碎石混生。